# Zawidzyn
Zawidzyn – osada w Polsce położona w województwie wielkopolskim, w powiecie ostrowskim, w gminie Przygodzice. 
W latach 1975–1998 miejscowość administracyjnie należała do województwa kaliskiego.

## Obóz pracy
W Zawidzynie w latach 1942-44 znajdował się hitlerowski obóz pracy. Więźniowie zajmowali się budową kanału Świeca i pracami melioracyjnymi na rzece Złotnicy. Obóz ten przeniesiono do Gorzyc Wielkich.
Według świadków w obozie z wycieńczenia zmarło dwudziestu więźniów, z czego trzynastu niżej wymienionych pochowano na cmentarzu w Ludwikowie. Później ich szczątki przeniesiono do kwatery wojennej na cmentarzu przy ulicy Bema w Ostrowie Wielkopolskim.

nazwiska więźniów, daty urodzenia i zgonu według danych zarejestrowanych w Urzędzie Stanu Cywilnego w Czarnymlesie: Jan Macitza (24.10.1914-13.05.1942), Mieczysław Lejko (21.04.1916-27.06.1942), Władysław Siewaszczyk (19.06.1904 - 8.07.1942), Bronisław Gościk (31.12.1916-14.08.1942), Stefan Kozłowski (12.1.1916-16.08.1942), Wiktor Fiks (1.03.1910-23.08.1942), Antoni Budny (20.04.1902-6.09.1942), Sylwester Dziadolek (2.01.1913 - 19.01.1943), Stefan Dzioch (1.11.1919-27.01.1943), Stanisław Smardzewski (25.10.1900-8.02.1943), Marian Stodorowski (2.09.1901 - 15.02.1943), Walenty Sikora (27.03.1889-25.03.1943), Jan Latosiński (29.09.1882-26.03.1943). Dane osobowe podał Wiktor Górny w „Zeszycie Przygodzickim".